# Primeiro voo
O primeiro voo ou voo inaugural de uma aeronave é a primeira ocasião a qual a aeronave deixa o solo devido a sua própria potência.
O primeiro voo de um novo tipo de aeronave sempre é uma ocasião histórica. Também pode ser uma das mais perigosas devido a não identificação das características de manobra da mesma. O primeiro voo é um tipo que invariavelmente é exercido por um piloto altamente experiente, o piloto de teste, sendo na maioria das vezes acompanhado por um avião de escolta, para verificar itens como a altitude, velocidade e a aeronavegabilidade.
O primeiro voo é apenas um estágio de desenvolvimento de um tipo de aeronave. A menos que seja um tipo de aeronave puramente para pesquisas (assim como o North American X-15), a aeronave deve ser testada extensivamente para assegurar que seja entregue com a performance desejada assim como uma margem aceitável de segurança. No caso de aeronaves civis, um novo tipo deve ser verificado por agências governamentais (como a Administração Federal de Aviação nos EUA) antes de poder entrar em operação.

## Primeiros voos notáveis

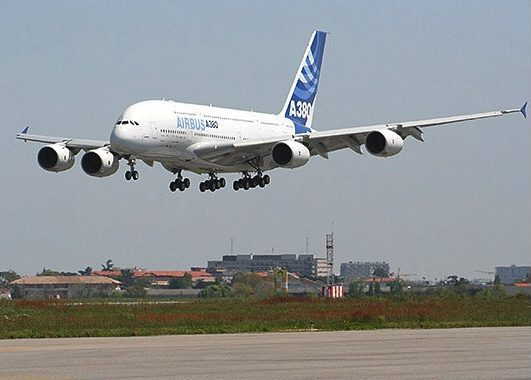
Airbus A380 em 27 de abril de 2005

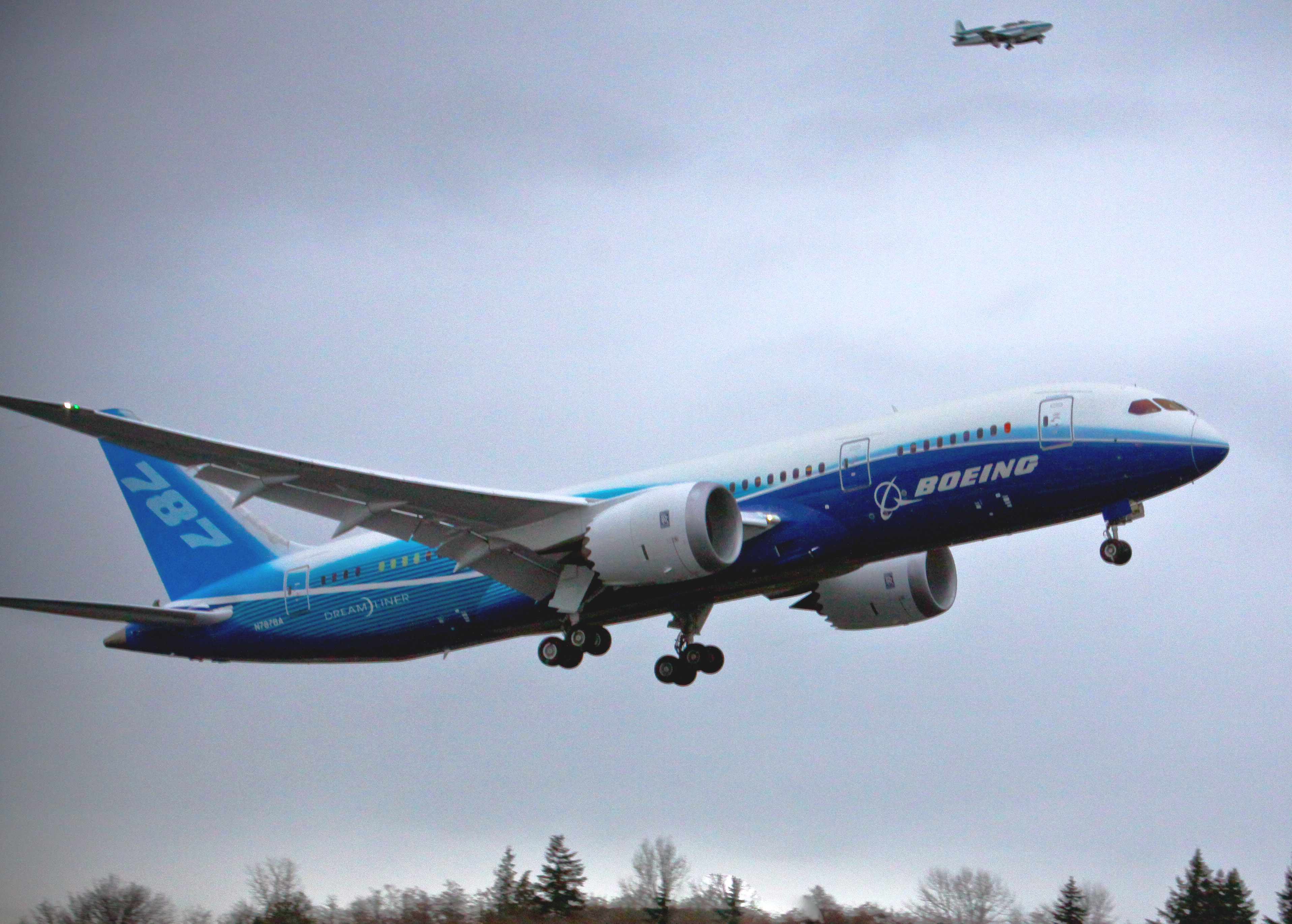
Boeing 787 em 15 de dezembro de 2009

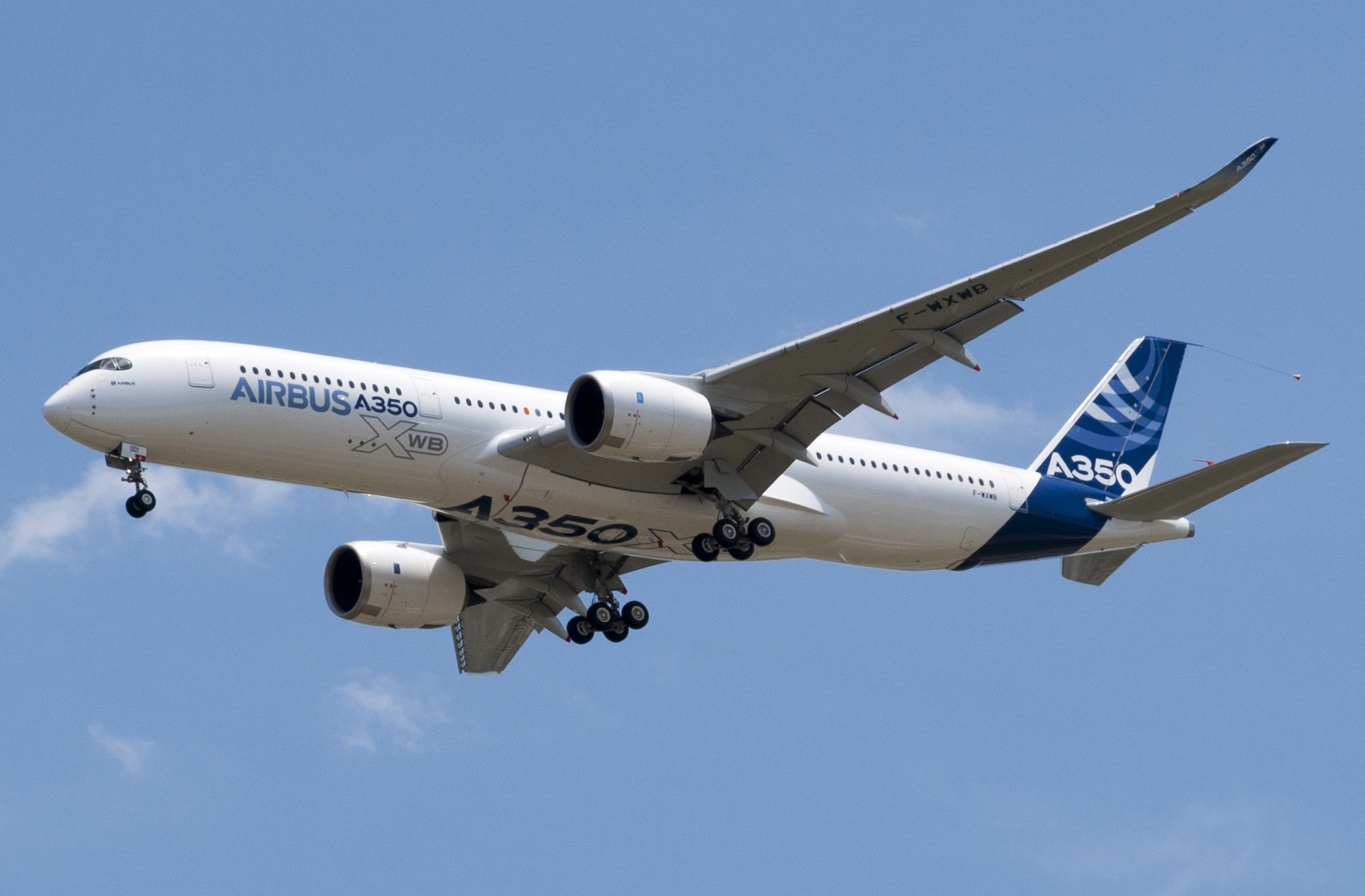
Airbus A350 XWB em 14 de junho de 2013

Segue uma lista incompleta de primeiros voos de aeronaves notáveis, organizadas por datas.
- Junho de 1875 – Thomas Moy no Vapor Aéreo, Londres, Inglaterra (não tripulado)[1]
- 9 de outubro de 1890 – Clément Ader – levantou voo em Gretz-Armainvilliers, Paris, França
- 14 de agosto de 1901 – Gustave Whitehead de Leutershausen na Bavaria
- 15 de maio de 1902 – Lyman Gilmore – levantou voo em Grass Valley na Califórnia
- 31 de março de 1903 – Richard Pearse – levantou voo em Waitohi Flat, Temuka, South Island, Nova Zelândia
- 17 de dezembro de 1903 – Irmãos Wright Wright Flyer
- 18 de março de 1906 – Traian Vuia, um engenheiro romeno, voou em Montesson perto de Paris na França.
- 23 de outubro de 1906 – Alberto Santos-Dumont 14-bis, primeiro voo público homologado de uma aeronave mais pesada que o ar, no Campo de Bagatelle, Paris, França.
- 4 de julho de 1908 - Glenn Curtiss primeiro voo público a voar uma aeronave mais pesada que o ar nos Estados Unidos da América. Voou 5 080 pés, ganhando o prêmio científico americano e 2 500 dólares.
- 28 de julho de 1935 – Boeing B-17 Flying Fortress – Bombardeiro americano pesado da Segunda Guerra Mundial.
- 29 de dezembro de 1939 – Consolidated B-24 – Bombardeiro americano pesado da Segunda Guerra Mundial.
- 27 de julho de 1949 – de Havilland Comet – o primeiro avião a jato de passageiros.
- 23 de agosto de 1954 – Lockheed C-130 Hercules – avião de transporte militar.
- 27 de maio de 1955 – Sud Aviation Caravelle – o primeiro avião a jato de passageiros com motores na cauda.
- 25 de abril de 1962 – Lockheed A-12 – avião supersônico de reconhecimento.
- 29 de junho de 1962 – Vickers VC-10 – o primeiro avião a jato de passageiros com 4 motores na cauda.
- 9 de abril de 1967 – Boeing 737 – avião a jato de curto a médio alcance.
- 4 de outubro de 1968 – Tupolev 154 – avião de passageiros russo-soviético, ainda em operação.
- 31 de dezembro de 1968 – Tupolev Tu-144 – avião de passageiros soviético supersônico.
- 9 de fevereiro de 1969 – Boeing 747 – primeiro avião de passageiros com fuselagem widebody.
- 2 de março de 1969 – Concorde – avião de passageiros supersônico.
- 19 de setembro de 1969 – Mil Mi-24 – Helicóptero Russo-Soviético utilizado por vários países até hoje.
- 28 de outubro de 1972 – Airbus A300 – a primeira aeronave de passageiros da Airbus, com curto a médio alcance.
- 22 de fevereiro de 1987 – Airbus A320 - a primeira aeronave civil do mundo a utilizar o sistema fly-by-wire.
- 21 de dezembro de 1988 – Antonov An-225 Mriya – o maior avião do mundo em tamanho de fuselagem, peso e área alar.
- 12 de junho de 1994 – Boeing 777 – avião de passageiros de longo alcance com os maiores e mais potentes motores a jato já construídos.
- 11 de dezembro de 2009 – Airbus A400M – avião de carga militar.
- 15 de dezembro de 2009 – Boeing 787 Dreamliner – primeiro avião de passageiros a usar materiais compósitos na maior parte de sua construção.
- 11 de novembro de 2015 - Mitsubishi Regional Jet - primeiro jato regional japonês bimotor construído pela Mitsubishi Heavy Industries.

## Voos inaugurais notáveis (foguetes
- 3 de outubro de 1942 - O foguete V-2 fez seu primeiro vôo de teste bem-sucedido. O cone do nariz cruzou a linha de Karman, amplamente considerada o fim da atmosfera da Terra, tornando-se o primeiro objeto feito pelo homem a chegar ao espaço.
- 3 de agosto de 1953 - PGM-11 Redstone, projetado por Wernher von Braun, foi o primeiro grande míssil balístico dos EUA. Lançado do Complexo de Lançamento 4 da Estação da Força Aérea de Cabo Canaveral, ele voou por 80 segundos até que uma falha no motor o fez cair no mar.
- 4 de outubro de 1957 - Sputnik, primeiro foguete orbital.
- 22 de dezembro de 1960 - Vostok-K, primeiro foguete com classificação humana (primeiro voo tripulado em 12 de abril de 1961).
- 9 de novembro de 1967 - Saturno V foi usado para lançar humanos à Lua.
- 12 de abril de 1981 - Ônibus espacial, primeiro sistema de lançamento parcialmente reutilizável, maior carga útil no momento de seu voo inaugural.
- 15 de fevereiro de 1996 - Longa Marcha 3B, o satélite Intelsat 708 estava a bordo em vez de uma carga útil fictícia. O lançamento falhou.
- 21 de dezembro de 2004 - Delta IV Heavy, maior carga útil na época de seu voo inaugural.
- 6 de fevereiro de 2018 - Falcon Heavy, maior carga útil no momento de seu voo inaugural, parcialmente reutilizável. O voo transportava o Tesla Roadster de Elon Musk.
- 16 de novembro de 2022 - Bloco 1 do Space Launch System, transportado Artemis 1.
- 20 de abril de 2023 - Starship, atualmente o veículo de lançamento mais poderoso.
- 8 de janeiro de 2024 - Vulcan Centaur, transportado Peregrine Mission One.

## Referencias
1. ↑  Gary Bradshaw. «Thomas Moy's Aerial Steamer, 1874. lifted six inches (15 centimeters) off the ground.». U.S. Centennial of Flight. Consultado em 18 de fevereiro de 2016